# Islamistyka
Islamistyka (inaczej islamoznawstwo) – jedna z dziedzin orientalistyki i jednocześnie religioznawstwa, zajmująca się naukowym badaniem: islamu i ugrupowań w ramach islamu, społeczeństw muzułmańskich, polityki, ale także literatury, filozofii i kultury muzułmańskiej. Jest ściśle powiązana z innymi dziedzinami orientalistyki, takimi jak: arabistyka, turkologia, afrykanistyka oraz iranistyka. 
Osoba zajmująca się islamistyką zwana jest islamistą, a w ostatnim czasie coraz częściej islamoznawcą, ponieważ słowo islamista nabrało pejoratywnego znaczenia przez bezkrytyczne stosowanie kalki z języka francuskiego i angielskiego.  

## Studia
Islamistyka powstała jako nauka pomocnicza biblistyki i misjologii, a jej największy rozwój w Europie Zachodniej datuje się od XVII w.
W Polsce największym ośrodkiem islamistyki jest Katedra Arabistyki i Islamistyki Wydziału Orientalistycznego Uniwersytetu Warszawskiego założona w 1964 przez Józefa Bielawskiego. Na Wydziale Orientalistycznym Uniwersytetu Warszawskiego istnieje także Zakład Islamu Europejskiego, który zajmuje się muzułmanami mieszkającymi w krajach niemuzułmańskich.
Najbardziej znanymi polskimi islamoznawcami są:
- Józef Bielawski
- Janusz Danecki
- Marek M. Dziekan
- Jerzy Hauziński
- Katarzyna Pachniak
- Krzysztof Kościelniak